# Àcid docosahexaenoic
L'àcid docosahexaenoic (DHA) és un àcid gras omega-3. És un àcid carboxílic amb una cadena de 22 àtoms de carboni i sis dobles enllaços cis. El primer doble enllaç es troba en el tercer carboni des de l'extrem omega.
El seu nom comú és àcid cervònic, el sistemàtic és àcid tot-cis-docosa-4,7,10,13,16,19-hexaenoic, i l'abreujat (en la nomenclatura dels àcids grassos) és 22:6 n-3.
El DHA és un àcid gras important en els fosfolípids de l'esperma i el cervell, i és especialment rellevant a la retina, on representa el 60% dels àcids grassos poliinsaturats. També es metabolitza per formar els docosanoids, que comprenen diverses famílies de potents hormones.
El DHA és produït fonamentalment per microalgues, nematodes i animals del zooplàncton (rotífers, petits crustacis i altres), i també es pot trobar en alguns fongs. L'oli de peix, per la seva banda, és ric en DHA, però la majoria del DHA en els peixos i altres organismes complexos prové originalment de microalgues fotosintètiques o heteròtrofes, i esdevé cada cop més concentrat en els organismes a mesura que s'avança en la cadena alimentària.I si bé alguns animals amb accés als mariscs sí que produeixen una petita quantitat de DHA a través del metabolisme, el cert és que generalment l'obtenen directament de la seva dieta.

## Constituent del sistema nerviós central
El DHA és l'àcid gras omega-3 més abundant del cervell, el major contribuent a la seva composició d'àcids grassos poliinsaturats (en representa el 40%). El 50% del pes de la membrana plasmàtica d'una neurona es compon de DHA Es troba en tres fosfolípids: la fosfatidiletanolamina, els plasmalògens d'etanolamina i la fosfatidilserina. Modula el transport mediat de colina, glicina i taurina, la funció de retard en els canals de potassi rectificadors i la resposta de la rodopsina continguda en les vesícules sinàptiques, entre altres funcions.
La manca de DHA s'associa amb un deteriorament cognitiu. Això és així perquè la fosfatidilserina, que controla l'apoptosi, es veu disminuïda en les cèl·lules nervioses quan hi ha nivells baixos de DHA, de manera que s'augmenta la mort neuronal.
També s'ha vist que el DHA s'esgota en l'escorça cerebral dels pacients amb depressions greus.
Els investigadors han trobat que l'oli de peix ric en DHA i baix en EPA (àcid eicosapentanoic) pot reduir les citocines inflamatòries (com la IL-6 o la IL-1β), associades amb malalties neurodegeneratives i autoimmunes. Així doncs, indiquen que el cervell normalment conté DHA però no EPA
.

## Síntesi metabòlica
Al cos humà, el DHA és present en la dieta o es deriva de l'àcid eicosapentaenoic (EPA, 20:5 ω-3), el qual pot ésser ingerit o metabolitzar-se a partir de l'àcid α-linolènic. Aquest últim és un àcid gras essencial.
Abans es creia que el pas d'EPA a DHA tenia lloc a través d'un d'allargament del primer seguit per l'acció d'una ∆4-desaturasa. Actualment, però, sembla més probable que el DHA es biosintetitzi a través de la β-oxidació d'un intermediari de 24 carbonis als peroxisomes, sense intervenció de l'enzim esmentat.
El que es creu que succeeix es coneix amb el nom de “canvi de via de Sprecher” (Sprecher’s shunt). L'EPA, mitjançant enzims elongases, s'allarga dues vegades, produint primer DPA (22:5 ω-3) i després TPA (24:5 ω-3). A continuació pateix una insaturació (tot i que no la provoca la ∆4-desaturasa sinó un altre enzim) i esdevé THA (24:6 ω-3). Finalment, s'escurça mitjançant la β-oxidació i constitueix el DHA (22:6 ω-3).

## Salut

### Declivi de la salut mental
Com ja hem comentat, el DHA constitueix el 40% dels àcids grassos poliinsaturats del cervell. No és estrany, doncs, que les deficiències de DHA semblin tenir un paper en el declivi de la funció mental en adults sans. De fet, així ho indica un estudi de l'any 2010, dut a terme en 19 punts clínics dels EUA a 485 subjectes de 55 anys o més que complien els criteris necessaris per associar els seus problemes de memòria amb l'edat (és a dir, que estaven sans).
Es va trobar que el DHA, pres durant sis mesos, va millorar lleugerament la memòria a curt termini i l'aprenentatge en els adults sans i vells que tenien problemes de memòria suaus. L'estudi, doncs, indica que el DHA comporta un benefici estadísticament significatiu en les funcions cognitives d'individus de més de 55 anys.

### Alzheimer i resultat d'algunes proves realitzades
Els estudis de la malaltia d'Alzheimer amb animals (com el model transgènic de ratolí TG3) han permès relacionar la disminució de les plaques d'amiloide i de proteïnes tau amb la ingesta de DHA per la dieta. Malauradament, però, els estudis en animals també mostren que, quan combinem aquest àcid gras amb l'àcid araquidònic (també present en l'oli de peix), l'eficàcia del DHA per a evitar la formació de plaques és menor.
Els estudis epidemiològics també suggereixen que el consum de DHA està associat amb una menor incidència d'aquesta malaltia.
D'altra banda, algunes fonts defensen que la deficiència de DHA en plasma està associat amb el declivi de la funció mental, no només en adults sans (com evidenciava l'estudi esmentat en l'anterior apartat), sinó també en malalts d'Alzheimer. Això últim, però, és contradit per un estudi amb el qual es va veure que la ingesta de DHA no alentia el declivi de la funció mental en malalts d'Alzheimer.
Aquest estudi, realitzat a 51 llocs diferents dels EUA per l'Institut Nacional d'Envelliment (NIA), va durar 18 mesos i es dirigí a gent amb un nivell d'Alzheimer de suau a moderat. Els investigadors del NIA van donar suport a l'estudi cooperatiu de la malaltia d'Alzheimer (ADCS), dirigit per Joseph Quinn, MD (professor adjunt de neurologia a la Universitat de Salut i Ciències d'Oregon), el qual va realitzar un doble estudi clínic aleatori (pacients elegits a l'atzar), controlat amb placebo, comparant el DHA i el placebo en 402 persones (mitjana d'edat=76) amb un nivell d'Alzheimer diagnosticat de suau a moderat. Segons els investigadors, el tractament amb DHA augmentava clarament els nivells de DHA en sang, i també semblava augmentar els de DHA del cervell (basant-se en un increment de DHA mesurat en el líquid cefalorraquidi dels participants en l'estudi). Tanmateix, el tractament de DHA no alentia la taxa de variació en proves de funció mental (ADAS-cog), de l'estat de gravetat de la demència (CDR-SOB), de les activitats de la vida diària (ADL) o dels símptomes de la conducta (NPI) en la població d'estudi en general. Tampoc hi havia cap efecte diferent durant el tractament entre els pacients d'Alzheimer suau i moderat. Segons el mateix Dr.Quinn, "aquests resultats de la prova no donen suport a l'ús rutinari de DHA per a pacients amb Alzheimer".

### Càncer
El DHA inhibeix més el creixement de les cèl·lules en carcinoma de còlon, que altres àcids grassos omega-3 poliinsaturats. L'efecte citotòxic del DHA no és a causa d'una peroxidació lipídica augmentada o a qualsevol altre dany oxidatiu, sinó al fet que provoca la disminució de reguladors del creixement cel·lular. Tot i això, diferents línies de càncer interaccionen de manera diferent amb uns mateixos àcids grassos poliinsaturats i mostren diferent sensibilitat envers ells. Aquestes conclusions preliminars apunten a la necessitat de seguir investigant i no són prova que el DHA pugui aportar algun benefici per al tractament previst, ni guarir o mitigar el càncer. No obstant això, el 2008, el DHA va demostrar augmentar l'eficàcia de la quimioteràpia en les cèl·lules de càncer de pròstata, i el 2009 es va informar d'un efecte quimioprotector en un model de ratolí.

### Malalties del sistema circulatori
La ingesta diària de DHA pot reduir el risc de malaltia cardíaca, ja que en humans redueix el nivell de triacilglicerols en sang.

## Nutrició

### El DHA com a additiu alimentari
Els fabricants promouen activament el DHA com a additiu alimentari. Fins fa poc, i exceptuant la llet maternitzada, les vendes d'aquests productes han sigut mínimes, però a partir de l'any 2007 diversos productes de consum diari enriquits amb DHA (com la llet o el iogurt) començaren a ser venuts en major mesura a les botigues de comestibles.

### Embaràs i lactància
Com hem dit, el DHA està reconegut com a beneficiós per a persones amb un historial de malalties cardíaques; també està associat a una lleugera millora cognitiva en persones sanes i epidemiològicament s'ha vist que està relacionat amb una reducció de la incidència de la malaltia d'Alzheimer. Però el cert és que avui en dia trobem menys DHA en la nostra dieta que antigament. Això és degut al fet que el bestiar, abans de la matança, és reclòs i alimentat amb gra en comptes d'herba natural (la qual és una font d'àcid α-linolènic). De la mateixa manera, hi ha menys quantitat als ous a causa de la ramaderia intensiva.
El DHA recentment ha adquirit protagonisme com a suplement per a dones embarassades, gràcies a l'observació d'estudis que mostren millores en l'atenció i l'agudesa visual. Un estudi recent indica que els nivells baixos de DHA en plasma i eritròcits estaven associats amb un escàs desenvolupament de la retina, l'agudesa visual, i el desenvolupament cognitiu. En aquest mateix estudi, l'àcid α-linolènic es mostra com una font de DHA fetal, tot i que els complements de DHA preformat van poder ser considerats beneficiosos més fàcilment.
El cert és que, encara que hi ha poca evidència respecte a les possibles conseqüències cognitives o de salut causades per la carència de DHA als vegetarians o vegans adults, l'anormalitat dels nivells en el fetus i en la llet materna sí que segueixen rebent l'atenció de diferents sectors.
Un grup de treball de la ISSFAL (Societat Internacional per a l'Estudi d'Àcids Grassos i Lípids) recomana una quantitat de 300 mg al dia de DHA per a dones embarassades i lactants, mentre que el consum mitjà per a dones durant l'etapa d'estudiant ha de ser d'entre 45 mg i 115 mg al dia. Tot i això, poden trobar-se requeriments diferents en altres fonts.
Les concentracions de DHA en llet materna, sobre el total d'àcids grassos, presenten uns valors de referència del 0,07% a més de l'1,0%, amb una mitjana al voltant del 0,34%. Els nivells de DHA en la llet materna són més alts si la dieta de la mare és rica en peix.
Pel que fa als nadons, un estudi va trobar que els bebès prematurs alimentats amb llet maternitzada enriquida amb DHASCO extret d'algues presentaren un major desenvolupament que els alimentats amb llet que no contenia cap suplement. Altres estudis podrien donar suport a la idea que el DHA és beneficiós per a bebès prematurs i per a reforçar el desenvolupament saludable del cervell, especialment en nens petits.
El DHASCO (DHA single cell oil, oli procedent d'algues i fongs unicel·lulars ric en DHA), ha estat utilitzat per diferents marques com a ingredient inclòs en els millors preparats de llet per a lactants a Amèrica del Nord des de 2001. Allà, el primer fabricant de preparats per a lactants a incloure (al seu producte “Enfamil Lipil”) DHASCO i ARASCO (ARA single cell oil, ric en àcid araquidònic), i després d'haver-ho fet anteriorment Mead Johnson, va rebre l'estatus de “Generalment Reconegut com a Saludable” per l'Administració d'Aliments i Medicaments i pel Departament de Salut del Canadà.
La llet maternitzada que es ven a Amèrica del Nord conté DHASCO, lípids provinents de microorganismes (microalgues i fongs) que es fan créixer en bioreactors com a fonts de DHA. S'utilitzen per a aportar un suplement de DHA als aliments (com la llet maternitzada i els productes lactis), aconseguint que siguin inodors i insípids després del seu processament.
Tot i el que hem dit, el DHASCO no fa que els preparats per a lactants siguin més semblants a la llet humana que els preparats convencionals amb àcid alfa-linolènic i àcid linoleic, que són precursors del DHA.
Hem de tenir en compte, però, que no hi ha estudis de revisió científica que mostrin que els additius de DHA beneficiïn el desenvolupament del cervell en nadons, tal com anuncien els fabricants de preparats en la seva publicitat (la qual ha portat alguns grups públics d'interès a presentar queixes davant la Comissió Federal de Comerç dels Estats Units, al·legant publicitat falsa i enganyosa).

### Estudis en vegetarians i vegans
Les dietes vegetarianes solen contenir quantitats limitades de DHA, i les dietes veganes generalment no en contenen res. En aquests casos, i en els de les persones que mengen carn però no peix ni marisc, el DHA és fabricat internament a partir de l'àcid α-linolènic (ALA), un àcid gras omega-3 més curt provinent de les plantes. Tot i això, el rendiment no és bo i és més recomanable obtenir aquests àcids grassos directament de la dieta. Ambdós individus, doncs, presenten nivells d'aquesta molècula en el seu cos substancialment més baixos del normal. A més a més, cal destacar que grans quantitats d'àcid linoleic (present en olis vegetals) redueixen la capacitat de conversió d'α-linolènic en DHA, a causa que els enzims que metabolitzen ambdós compostos són els mateixos.
Comercialment es poden trobar suplements de DHA per a vegetarians obtinguts amb processos biotecnològics amb bioreactor o a l'aire lliure amb raceways a partir de microalgues (com Crypthecodinium Cohnii i Aurantiochytrium), i també es ven oli de peix en forma de càpsules de gelatina (les quals contenen una barreja d'àcids grassos omega-3, incloent l'EPA, i petites quantitats més o menys significatives de DHA). S'ha pogut comprovar que el DHA suplementat en olis o comprimits derivats d'algues augmenta els nivells corporals en l'individu. Per altra banda, s'ha demostrat que els suplements d'α-linolènic a curt termini augmenten l'EPA però no el DHA.

## Rol hipotètic en l'evolució
S'ha suggerit que l'abundància d'àcid docosahexaenoic en peixos i mariscs (relacionada amb la seva ingesta d'algues) podria haver sigut útil, seguint les teories evolutives, en el desenvolupament d'un cervell gros. Tot i això, altres investigadors afirmen que una dieta d'origen terrestre també podria haver proporcionat el DHA necessari per a això.